# 最後はキミを好きになる!
『最後はキミを好きになる!』（さいごはきみをすきになる、原題：醉後決定愛上你）は台湾のテレビドラマ。
2011年4月17日から2011年8月14日まで中華民国の台視で放送された。日本では2011年9月12日から2012年4月9日までDATVで放送された。全30話。

## エピソード・サブタイトル
全30話
| 各話   | サブタイトル                            | 放送日         |
| ------ | --------------------------------------- | -------------- |
| 第1話  | 明日の不幸は美酒の味                    | 2011年9月12日  |
| 第2話  | ウォッカは災いの元                      | 2011年9月19日  |
| 第3話  | 離婚大作戦                              | 2011年9月26日  |
| 第4話  | 悪縁契り深し                            | 2011年10月3日  |
| 第5話  | 失恋後遺症                              | 2011年10月10日 |
| 第6話  | ウソの結婚から出た誠・・・?             | 2011年10月17日 |
| 第7話  | 夫婦同心?                               | 2011年10月24日 |
| 第8話  | 7日目の決別                             | 2011年10月31日 |
| 第9話  | 幸せ、貸し出し中                        | 2011年11月7日  |
| 第10話 | 第三者はどっち?                         | 2011年11月14日 |
| 第11話 | ストックホルム症候群                    | 2011年11月21日 |
| 第12話 | 運命の記者会見                          | 2011年11月28日 |
| 第13話 | 失恋同盟へ ようこそ                     | 2011年12月5日  |
| 第14話 | ボタンの秘密                            | 2011年12月12日 |
| 第15話 | コウノトリのイタズラ                    | 2011年12月19日 |
| 第16話 | 姑 見参!                                | 2011年12月26日 |
| 第17話 | 夫の決意                                | 2012年1月9日   |
| 第18話 | 如願（にょがん）大師はどちらにほほ笑む? | 2012年1月16日  |
| 第19話 | 波乱の仮面舞踏会                        | 2012年1月23日  |
| 第20話 | 捨てた恋がノックする                    | 2012年1月30日  |
| 第21話 | 幸せの資格                              | 2012年2月6日   |
| 第22話 | あなたがくれた勇気                      | 2012年2月13日  |
| 第23話 | 雨降って絆固まる                        | 2012年2月20日  |
| 第24話 | 前妻と恋をする                          | 2012年2月27日  |
| 第25話 | 激突!元夫 vs 幼なじみ                   | 2012年3月5日   |
| 第26話 | 婚約パーティーの悲劇                    | 2012年3月12日  |
| 第27話 | 悲しい思いやり                          | 2012年3月19日  |
| 第28話 | 幸せを返す日                            | 2012年3月26日  |
| 第29話 | 母を探して大潜入                        | 2012年4月2日   |
| 第30話 | 最後は君を好きになる!                   | 2012年4月9日   |

## キャスト
| 役名                          | 俳優名                          | 役柄                                                             |
| ----------------------------- | ------------------------------- | ---------------------------------------------------------------- |
| リン・シャオルー （林曉如）   | 楊丞琳 （レイニー・ヤン）       | ホテルの従業員、振られた勢いでチエシウと結婚                     |
| ソン・チエシウ （宋杰修）     | 張孝全 （ジョセフ・チャン）     | インテリアデザイナー、プロポーズを断られた勢いでシャオルーと結婚 |
| タン・アイウェイ （唐艾薇）   | 許瑋甯 （ティファニー・シュー） | モデル・女優、チエシウの彼女                                     |
| ケン・シュオホァイ （耿爍懷） | 黃鴻升 （エイリアン・ホァン）   | シャオルーの幼なじみ                                             |
| レン・イーシャン （任以翔）   | 王傳一 （ワンチュアン・イー）   | パイロット、シャオルーの元彼                                     |
| リッキー （向霆威）           | 白梓軒 （トム・プライス）       | 俳優、アイウェイの共演者                                         |
| ツァイ・モンジン （蔡孟均）   | 鍾欣凌 （チョン・シンリン）     | シャオルーの同僚                                                 |
| ペギー （關沛珊）             | 鄧九雲 （ドン・ジウユン）       | イーシャンの子どもを妊娠し、結婚                                 |

## スタッフ
- 監督 - 陳銘章（チェン・ミンチャン）

## 主題歌
オープニングテーマ
- 『不按牌理出牌』

歌 - MP魔幻力量
エンディングテーマ
- 『好的事情』

歌 - 嚴爵

## ソフトウェア

### DVD
販売元：エスピーオー
- 「最後はキミを好きになる! 台湾オリジナル放送版 DVD-BOX1」（2012年4月25日）
- 「最後はキミを好きになる! 台湾オリジナル放送版 DVD-BOX2」（2012年6月6日）
- 「最後はキミを好きになる! 台湾オリジナル放送版 DVD-BOX3」（2012年7月4日）

## 日本国内放送局
| 放送地域 | 放送局   | 放送期間                     | 放送日時                     | 放送系列 |
| -------- | -------- | ---------------------------- | ---------------------------- | -------- |
| 日本全域 | DATV     | 2011年9月12日 - 2012年4月9日 | 毎週月曜 21時00分 - 22時00分 | CS放送   |
| 日本全域 | BS日テレ | 2012年2月8日 - 9月5日        | 毎週水曜 23時00分 - 24時00分 | BS放送   |